# Happy (singel Leony Lewis)
Happy – pierwszy singel zwiastujący drugi studyjny album Leony Lewis, Echo. Piosenka została skomponowana przez Evana Bogarta, Leone Lewis oraz Ryana Teddera, który odpowiedzialny jest także za produkcję. Premiera utworu została zaplanowana na 6 września 2009 w BBC Radio 1, podczas programu The Radio 1 Chart Show. Sprzedaż singla w Wielkiej Brytanii nastąpiła 8 listopada 2009. Jednak wcześniej singel pojawił się w sprzedaży w Stanach Zjednoczonych, gdzie został wydany 15 września 2009.

## Informacje
O nowym singlu jako pierwszy poinformował Ryan Seacrest w swoim radiowym show.
Piosenka została zaprezentowana 17 września 2009r, podczas koncertu VH1 Divas
oraz podczas finału American’s Got Talent 16 września. 5 listopada Leona wystąpiła na gali MTV Europe Music Awards z piosenką „Happy”.

## Teledysk
Teledysk do piosenki Happy przedstawia różne sceny. Leona spotyka się z przyjaciółmi, poznaje chłopaka i zakochuje się w nim. Później pokazane są sceny, gdy przygotowuje się do ślubu. Następnie pokazany jest ślub i wesele mężczyzny, którego kocha, z inną kobietą. Premiera teledysku odbyła się 7 listopada 2009 roku na stacji ITV1.

## Lista i format utworów
Wielka Brytania digital download
1. „Happy” – 4:02
2. „Happy” (Jason Nevins radio edit) – 4:19

Europa CD singel
1. „Happy” – 4:02
2. „Let It Rain” (Jason Nevins radio edit) – 3:42

Europa digital download EP
1. „Happy” – 4:02
2. „Let It Rain” (Jason Nevins radio edit) – 3:42
3. „Happy” (Jason Nevins Radio edit) – 4:19
4. „Happy” (teledysk) – 3:58

Japonia CD singel
1. „Happy” – 4:02
2. „Let It Rain” – 3:42
3. „Fly Here Now”
4. „Happy” (Jason Nevins Radio edit) – 4:19

## Data wydania
| Region            | Data              | Wytwórnia  | Format                      |
| ----------------- | ----------------- | ---------- | --------------------------- |
| Wielka Brytania   | 6 września 2009   | Syco Music | Radio Premiera              |
| Stany Zjednoczone | 15 września 2009  | J Records  | digital download            |
| Kanada            | 15 września 2009  | J Records  | digital download            |
| Stany Zjednoczone | 21 września 2009  | J Records  | airplay                     |
| Szwecja           | 25 września 2009  | Sony Music | digital download            |
| Niemcy            | 6 listopada 2009  | Sony Music | digital download, CD singel |
| Irlandia          | 6 listopada 2009  | Sony Music | digital download, CD singel |
| Wielka Brytania   | 8 listopada 2009  | Syco Music | digital download            |
| Wielka Brytania   | 9 listopada 2009  | Syco Music | CD singel                   |
| Hongkong          | 9 listopada 2009  | Sony Music | CD singel                   |
| Japonia           | 11 listopada 2009 | Sony Music | CD singel                   |

## Listy przebojów
| Kraj              | Lista przebojów (2009)      | Pozycja |
| ----------------- | --------------------------- | ------- |
| Australia         | ARIA Singles Chart          | 32      |
| Australia         | Urban Chart                 | 12      |
| Austria           | Singles Top 75              | 2       |
| Dania             | Singles Top 40              | 25      |
| Hiszpania         | Top 50 Singles              | 31      |
| Holandia          | Single Top 100              | 74      |
| Irlandia          | Singles Top 50              | 3       |
| Japonia           | Japan Hot 100               | 7       |
| Kanada            | Canadian Hot 100            | 15      |
| Niemcy            | Singles Chart               | 3       |
| Norwegia          | Singles Top 20              | 17      |
| Nowa Zelandia     | RIANZ Singles Chart         | 20      |
| Szwecja           | Singles Top 60              | 11      |
| Szwajcaria        | Singles Top 100             | 4       |
| Włochy            | Singles Chart               | 18      |
| Stany Zjednoczone | Billboard Hot 100           | 31      |
| Stany Zjednoczone | Billboard Pop               | 32      |
| Stany Zjednoczone | Billboard Hot Digital Songs | 15      |
| Stany Zjednoczone | ARC Weekly Top 40           | 30      |
| Wielka Brytania   | UK Singles Chart            | 2       |
| Wielka Brytania   | UK R&B Chart                | 2       |
| Europa            | European Hot 100            | 3       |
| Świat             | United World Chart          | 11      |

## Sprzedaż i certyfikaty
| Kraj  | Sprzedaż | Certyfikat |
| ----- | -------- | ---------- |
| Świat | 352 000+ |            |

### United World Chart
| Pozycja (Sprzedaż tygodniowa) | 12 (178 000) | 11 (174 000) | - – |
| Sprzedaż całkowita            | 178 000      | 352 000      | –   |